# بوسیلکووو (استان بورگاس)
بوسیلکووو (به بلغاری: Bosilkovo) یک منطقهٔ مسکونی در بلغارستان است که در استان بورگاس واقع شده‌است.
 بوسیلکووو  ۸۳ نفر جمعیت دارد.